# Rahling
Rahling (deutsch Rahlingen, lothringisch Rahlinge) ist eine französische Gemeinde mit 720 Einwohnern (Stand 1. Januar 2022) im Département Moselle in der Region Grand Est (bis 2015 Lothringen). Sie gehört zum Arrondissement Sarreguemines und zum Kanton Bitche.

## Geografie
Rahling liegt im südwestlichen, landwirtschaftlich geprägten Teil des Bitscher Landes, am Übergang zum Krummen Elsass. Der Ort hat Anteil am Naturpark Nordvogesen. Im Süden grenzen Dehlingen und Butten an, im Osten die Gemarkung von Montbronn, im Norden Bining und im Westen Schmittviller. Rahling liegt im Altkirchenthal, das nach einer Kapelle an der Gemarkungsgrenze zu Bining benannt ist, unterhalb des Herlesbergs, der nach Nordosten deutlich ansteigt. Rund um den Petersbach, am Übergang zu den Vogesen, liegt im Südosten der Gemarkung der Gemeindewald, der nach Norden hin in den Staatswald von Lemberg übergeht.

## Geschichte

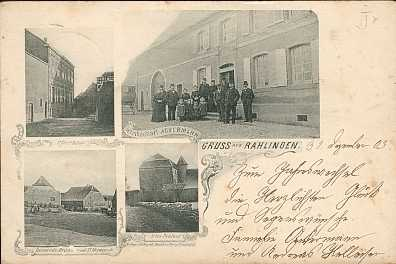
Rahling – Postkarte aus der Zeit vor dem Ersten Weltkrieg

Wie in vielen Orten der Gegend finden sich auch auf Rahlinger Gemarkung gallo-römische Spuren. Im Jahr 1150 erfolgte die Ersterwähnung als Radingen.
Der Ort folgte in seiner Geschichte Zweibrücken-Bitsch. Die guten Böden, verbunden mit einer günstigen Lage, waren im 18. Jahrhundert Grundlage für einen erfolgreichen Getreide- und Weinanbau, was zu einer überdurchschnittlichen Entwicklung führte. Infolgedessen blühte auch das Handwerk auf und die Zeugnisse der hiesigen Steinmetze und Bildhauer sind noch heute in Rahling und vielen Gemeinden der Gegend zu finden. Von 1790 bis 1793 gehörte Rahling zum Kanton Bouquenom des Distriktes Bitche. Als Frankreich 1794 die Grafschaft Saarwerden annektierte, wurde der Ort Buckenheim (frz. Bouquenom) jedoch mit Neu-Saarwerden zur unterelsässischen Stadt Sarre-Union zusammengeschlossen, während Rahling lothringisch blieb und dem Kanton Rohrbach zugeschlagen wurde. Der westlich gelegene Ort Schmittweiler war von 1811 bis 1837 Teil von Rahling und ist seither selbständige Gemeinde.
Von 1871 bis zum Ende des Ersten Weltkrieges gehörte Rahlingen als Teil des Reichslandes Elsaß-Lothringen zum Deutschen Reich und war dem Kreis Saargemünd im Bezirk Lothringen zugeordnet. 2015 wurde der Kanton Rohrbach aufgelöst und seine Gemeinden in den Kanton Bitche integriert.

### Wappen
Die goldenen Sparren und goldenen Ringe auf rotem Grund im Gemeindewappen waren die Symbole der Familie Vanoncle de Venette, die im 17. und 18. Jahrhundert über Rahling herrschte.

### Bevölkerungsentwicklung
| Jahr      | 1962 | 1968 | 1975 | 1982 | 1990 | 1999 | 2007 | 2019 |
| Einwohner | 881  | 843  | 857  | 827  | 781  | 793  | 833  | 737  |

## Kultur und Sehenswürdigkeiten

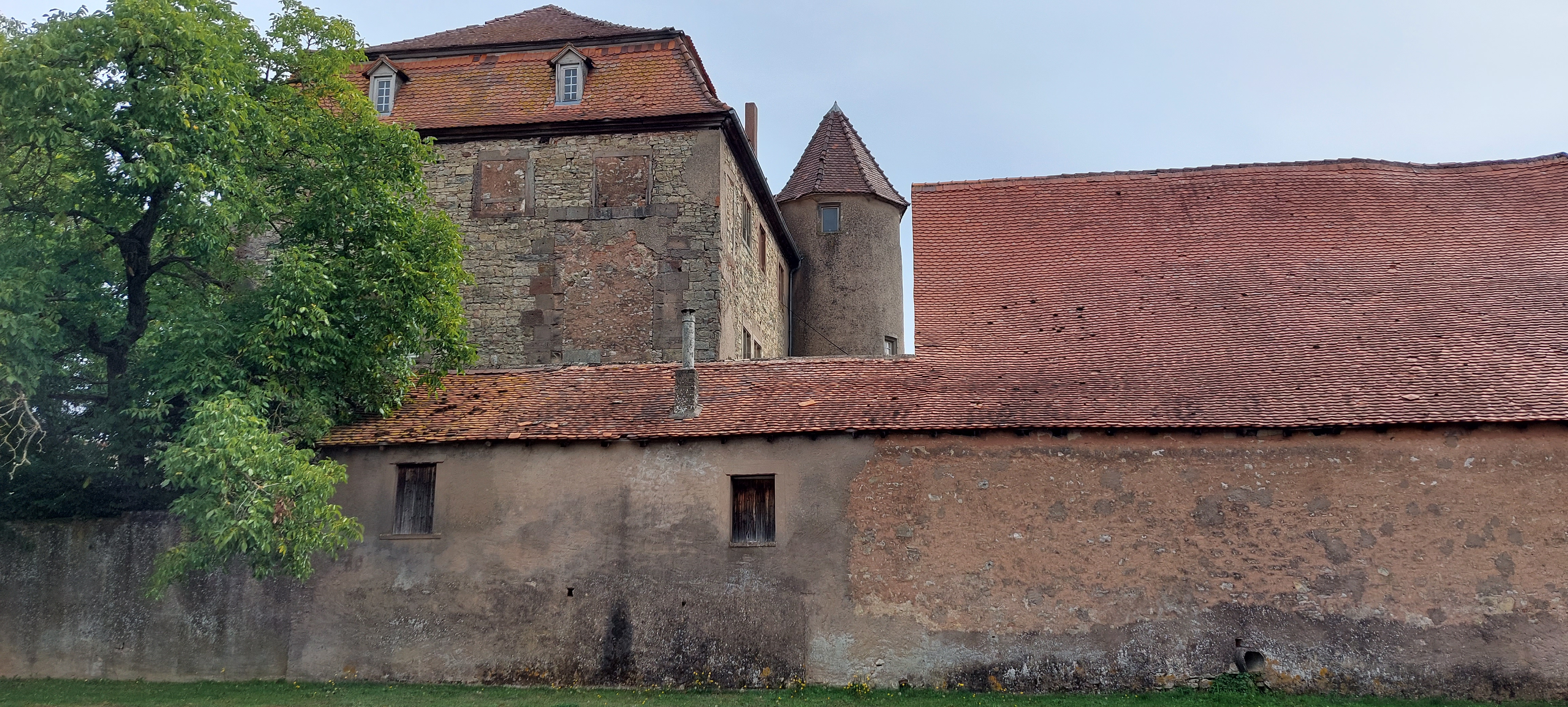
Reste des ehemaligen Schlosses

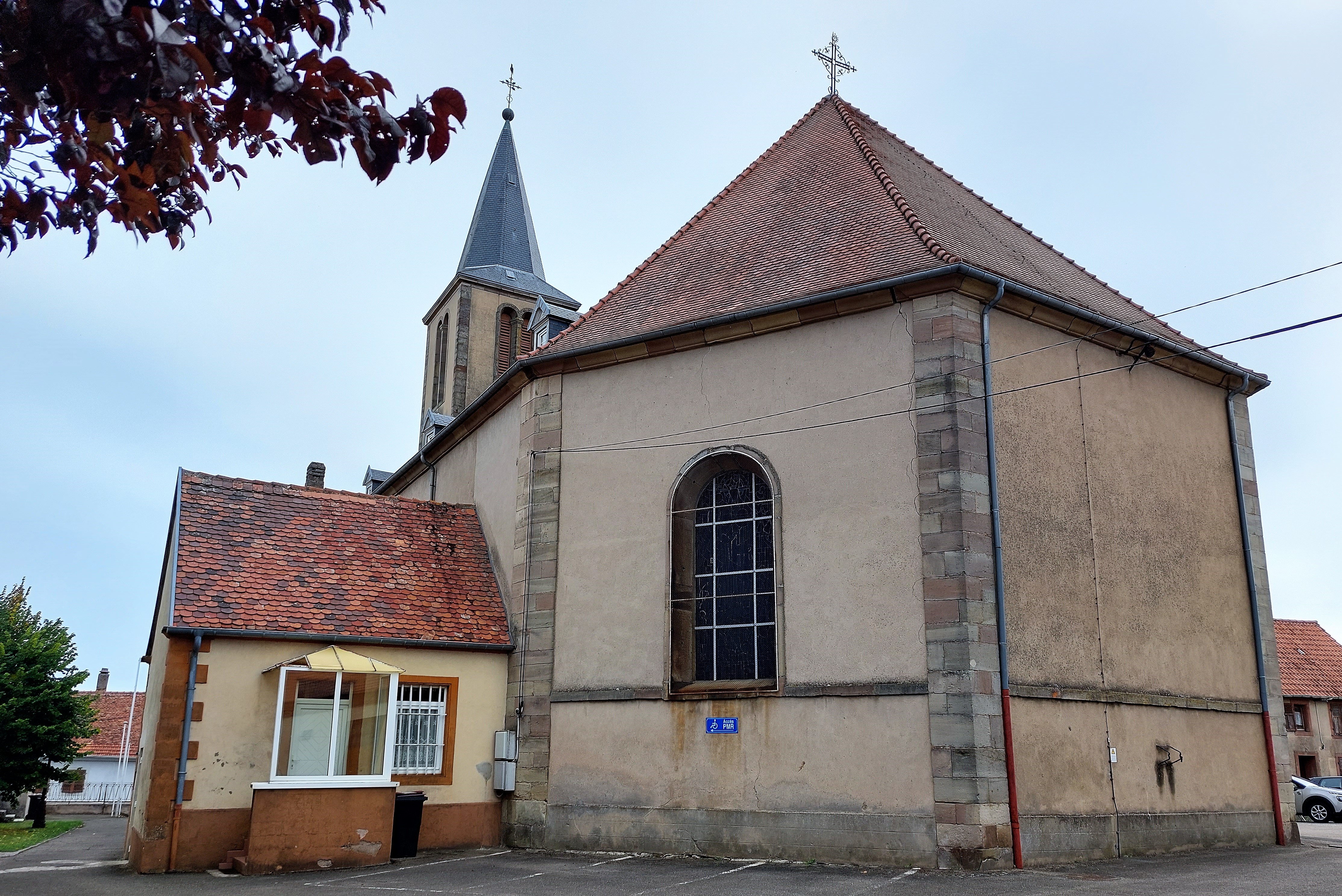
Kirche St. Christophorus

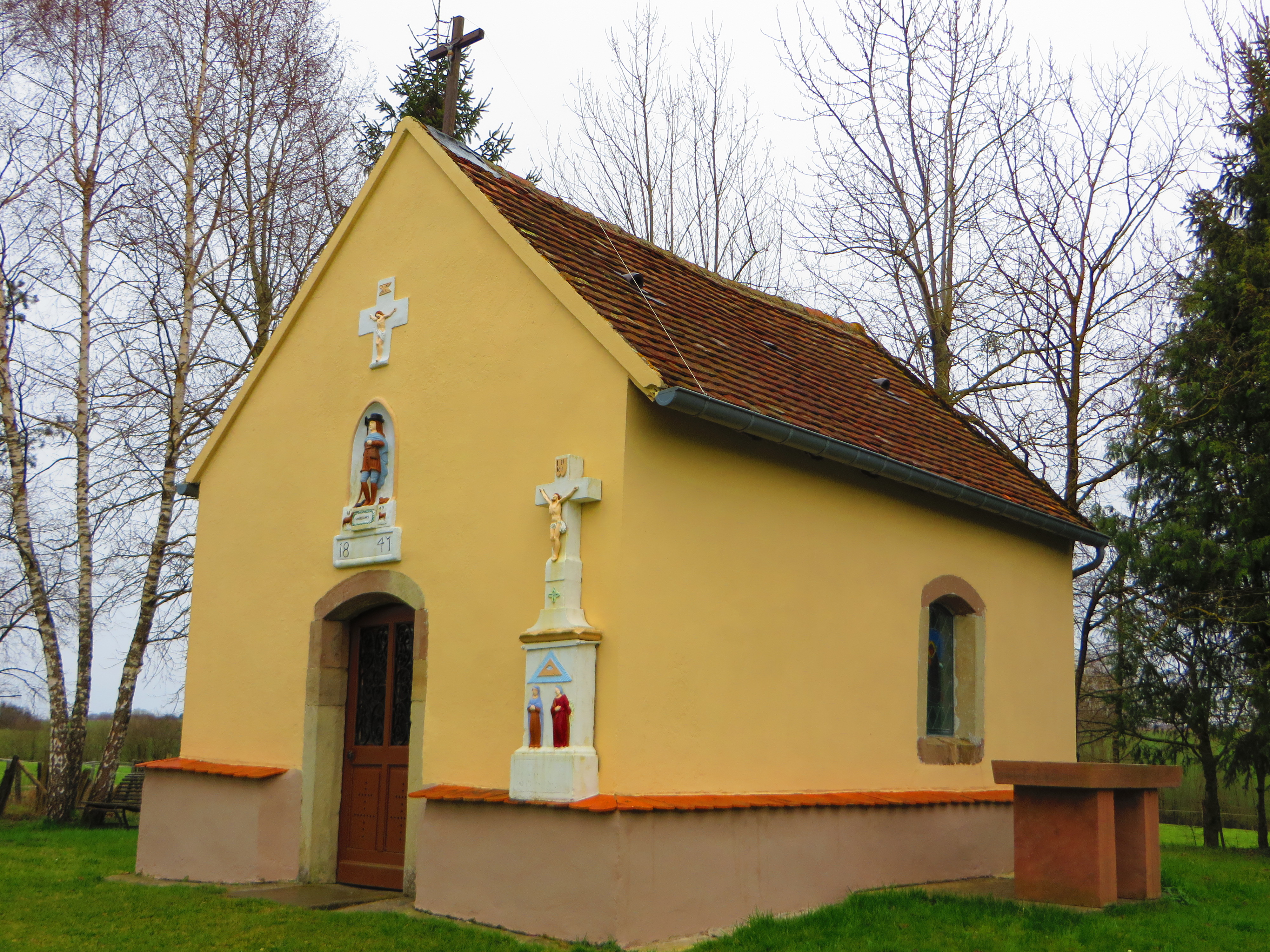
Kapelle St. Wendelin, genannt Weiherkapelle

- Geht man durch den Ort, findet man noch an vielen Türstürzen Handwerkerzeichen.
- Kapelle und Hofgut Altkirch an der nördlichen Gemarkungsgrenze. Altkirch war die ursprüngliche Pfarrei der Gegend. Hier lag der untergegangene Ort Oldingen.
- Vom untergegangenen Ort Weiher blieb die Kapelle St Wendelin.
- Kirche St Christophe von 1595. Zwischen 1739 und 1745 erfolgte eine umfangreiche Renovierung, bei der auch die Ausstattung ausgetauscht wurde. U. a. wurden drei Altäre von Johann Martersteck angeschafft. Das monumentale Retabel des Hauptaltars stammt vom Anfang des 19. Jahrhunderts. Es ist das größte Retabel im Bitscher Land.
- Wohnhaus von Jean Burgun in der Nähe der Kirche, erbaut 1796. Vor allem der Eingangsbereich stellt eine Demonstration der Rahlinger Handwerkskunst im ausgehenden 18. Jahrhundert dar.
- Das Anfang des 14. Jahrhunderts erbaute Schloss von Rahling wurde 1380 durch Johann II. von Saarwerden zerstört. Im 15. Jahrhundert wurde es wieder aufgebaut, jedoch 1572 vom Lothringer Herzog aufgegeben. Eine spätere teilweise Restaurierung kann anhand einer Datumsgravur auf das Jahr 1620 bestimmt werden. Am besten ist der Treppenturm an der Südfassade erhalten. Beide Eingangspforten sind mit sechsblättrigen, umrankten Blüten geschmückt. Insgesamt nimmt der Bau in der näheren Umgebung eine Sonderstellung ein und ist stark durch elsässische Formen geprägt.

## Verkehr
Rahling liegt an der Departementsstraße D 35 Rohrbach–Diemeringen.

## Belege
1. ↑  Wappenbeschreibung auf genealogie-lorraine.fr (französisch)